# 第77回東京優駿
2010年5月30日に東京競馬場で施行された第77回東京優駿について記述する。

## 状況
東京優駿は2010年より国際競走に指定されたため、この競走が国際GⅠとして最初の日本ダービーとなる。
皐月賞を勝ったヴィクトワールピサをはじめ、同レース2着のヒルノダムール、休み明けで3着だったエイシンフラッシュらが出走を決めた。
その他、朝日杯フューチュリティステークスを勝ったローズキングダムやトライアルの青葉賞を勝ったペルーサ、同じくトライアルのプリンシパルステークスを勝ったルーラーシップ、さらにはNHKマイルカップを日本レコードタイムで勝利したダノンシャンティなどが出走することになった。
トライアル競走での優先出走権を得た7頭に加え、リルダヴァルまでの17頭が賞金順で、またメイショウウズシオがトウカイメロディ、ビートブラックとの抽選を制して出走可能となった。
当初ヴィクトワールピサに騎乗予定だった武豊は落馬負傷の回復が遅れたため、18年ぶりに出場しないこととなった。同馬には皐月賞に引き続き岩田康誠が騎乗する。また、ローズキングダムに騎乗予定の小牧太は騎乗停止となったため、後藤浩輝が騎乗した。またダノンシャンティは骨折で開催前日の29日に出走を取り消した（前々日発売の馬券は返還となった）。
過去成績が優れた競走馬が多く出場したことから、史上最高のメンバーと形容されることもある。

### 前哨戦の結果
第70回皐月賞GI
| 着順 | 競走馬名           | 性齢 | 騎手     | タイム | 着差  |
| ---- | ------------------ | ---- | -------- | ------ | ----- |
| 1    | ヴィクトワールピサ | 牡3  | 岩田康誠 | 2:00.8 |       |
| 2    | ヒルノダムール     | 牡3  | 藤田伸二 | 2:01.0 | 1 1/2 |
| 3    | エイシンフラッシュ | 牡3  | 内田博幸 | 2:01.0 | ハナ  |
| 4    | ローズキングダム   | 牡3  | 小牧太   | 2:01.0 | ハナ  |

第17回青葉賞GII
| 着順 | 競走馬名         | 性齢 | 騎手     | タイム | 着差 |
| ---- | ---------------- | ---- | -------- | ------ | ---- |
| 1    | ペルーサ         | 牡3  | 横山典弘 | 2:24.3 |      |
| 2    | トゥザグローリー | 牡3  | 内田博幸 | 2:25.0 | 4    |

プリンシパルステークス
| 着順 | 競走馬名       | 性齢 | 騎手     | タイム | 着差 |
| ---- | -------------- | ---- | -------- | ------ | ---- |
| 1    | ルーラーシップ | 牡3  | 横山典弘 | 1:59.1 |      |

### トライアル以外の主な前哨戦の結果
第15回NHKマイルカップGI
| 着順 | 競走馬名         | 性齢 | 騎手     | タイム | 着差         |
| ---- | ---------------- | ---- | -------- | ------ | ------------ |
| 1    | ダノンシャンティ | 牡3  | 安藤勝己 | 1:31.4 | 日本レコード |

第58回京都新聞杯GII
| 着順 | 競走馬名         | 性齢 | 騎手     | タイム | 着差  |
| ---- | ---------------- | ---- | -------- | ------ | ----- |
| 1    | ゲシュタルト     | 牡3  | 池添謙一 | 2:12.8 |       |
| 2    | コスモファントム | 牡3  | 松岡正海 | 2:13.0 | 1 1/4 |

## 出走馬と枠順
2010年5月30日 第3回東京競馬第4日目 第10競走
天気：曇り、馬場状態：良、発走時刻：15時40分
| 枠番 | 馬番 | 競走馬名           | 性齢 | 騎手           | オッズ          | 調教師     |
| ---- | ---- | ------------------ | ---- | -------------- | --------------- | ---------- |
| 1    | 1    | エイシンフラッシュ | 牡3  | 内田博幸       | 31.9倍（7人）   | 藤原英昭   |
| 1    | 2    | レーヴドリアン     | 牡3  | 藤岡佑介       | 62.9倍（9人）   | 松田博資   |
| 2    | 3    | ルーラーシップ     | 牡3  | 四位洋文       | 14.5倍（4人）   | 角居勝彦   |
| 2    | 4    | サンディエゴシチー | 牡3  | 浜中俊         | 300.0倍（15人） | 作田誠二   |
| 3    | 5    | コスモファントム   | 牡3  | 松岡正海       | 70.3倍（11人）  | 宮徹       |
| 3    | 6    | アリゼオ           | 牡3  | C.ウィリアムズ | 28.2倍（6人）   | 堀宣行     |
| 4    | 7    | ヴィクトワールピサ | 牡3  | 岩田康誠       | 2.1倍（1人）    | 角居勝彦   |
| 4    | 8    | ローズキングダム   | 牡3  | 後藤浩輝       | 19.5倍（5人）   | 橋口弘次郎 |
| 5    | 9    | ペルーサ           | 牡3  | 横山典弘       | 2.6倍（2人）    | 藤沢和雄   |
| 5    | 10   | トーセンアレス     | 牡3  | 江田照男       | 347.4倍（17人） | 鈴木康弘   |
| 6    | 11   | ハンソデバンド     | 牡3  | 蛯名正義       | 120.2倍（13人） | 尾形充弘   |
| 6    | 12   | ヒルノダムール     | 牡3  | 藤田伸二       | 8.8倍（3人）    | 昆貢       |
| 7    | 13   | ゲシュタルト       | 牡3  | 池添謙一       | 96.4倍（12人）  | 長浜博之   |
| 7    | 14   | リルダヴァル       | 牡3  | 福永祐一       | 48.1倍（8人）   | 池江泰郎   |
| 7    | 15   | メイショウウズシオ | 牡3  | 飯田祐史       | 285.0倍（14人） | 飯田明弘   |
| 8    | 16   | シャイン           | 牡3  | 和田竜二       | 331.6倍（16人） | 川村禎彦   |
| 8    | 17   | トゥザグローリー   | 牡3  | 戸崎圭太       | 65.8倍（10人）  | 池江泰郎   |
| 8    | 18   | ダノンシャンティ   | 牡3  | 安藤勝己       | 出走取消        | 松田国英   |

## 当日の競馬場模様
前週のレースが雨の中行われたことや中間に雨の日があったものの、レース当日は良馬場で行われた。

## レース展開
スタートで人気のペルーサが出遅れ、さらにハンソデバンドもあおりを受けて後方からの競馬になった。レースはアリゼオが先手を奪いシャインが2番手、コスモファントムが3番手に付けた。ヴィクトワールピサは5番手につけ、これを見る形でルーラーシップなど有力どころが続き、ヒルノダムールとペルーサは後方の外目を進んだ。前半の1000メートル通過が61秒6、さらにその後も1ハロン13秒のラップが続く極端なスローペースになり、3コーナーを過ぎたあたりでペルーサが押し上げていく一方、内にいたヴィクトワールピサはポジショニングを下げる形で直線を迎える。
直線では外からペルーサが来るが伸び切れず、代わって馬群の真ん中からローズキングダムとエイシンフラッシュ、さらに窮屈な所からヴィクトワールピサが追い込んで来るも最後はエイシンフラッシュがローズキングダムを抑え1着でゴールした。
人気を分け合ったヴィクトワールピサは3着、ペルーサは6着に終わった。

## レース結果

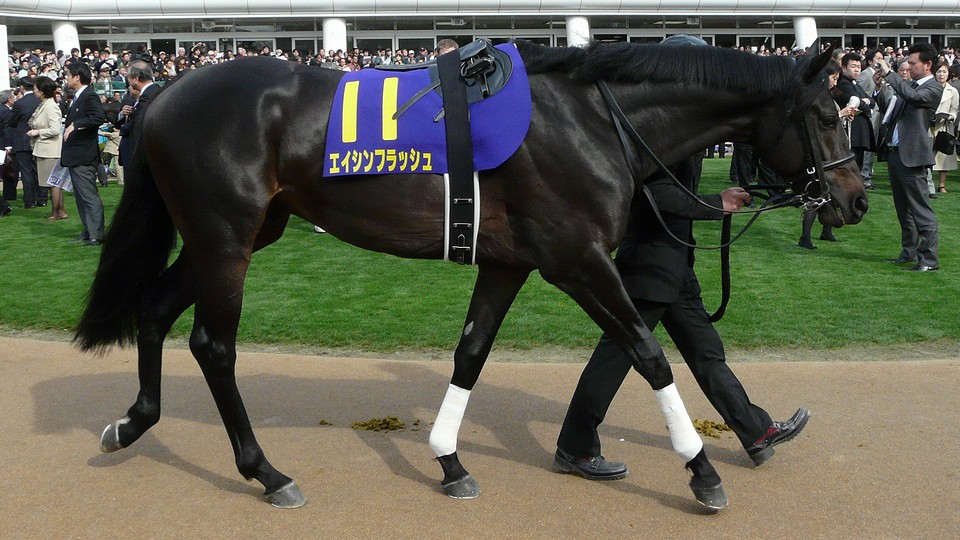
優勝馬エイシンフラッシュ
2010年4月18日 中山競馬場

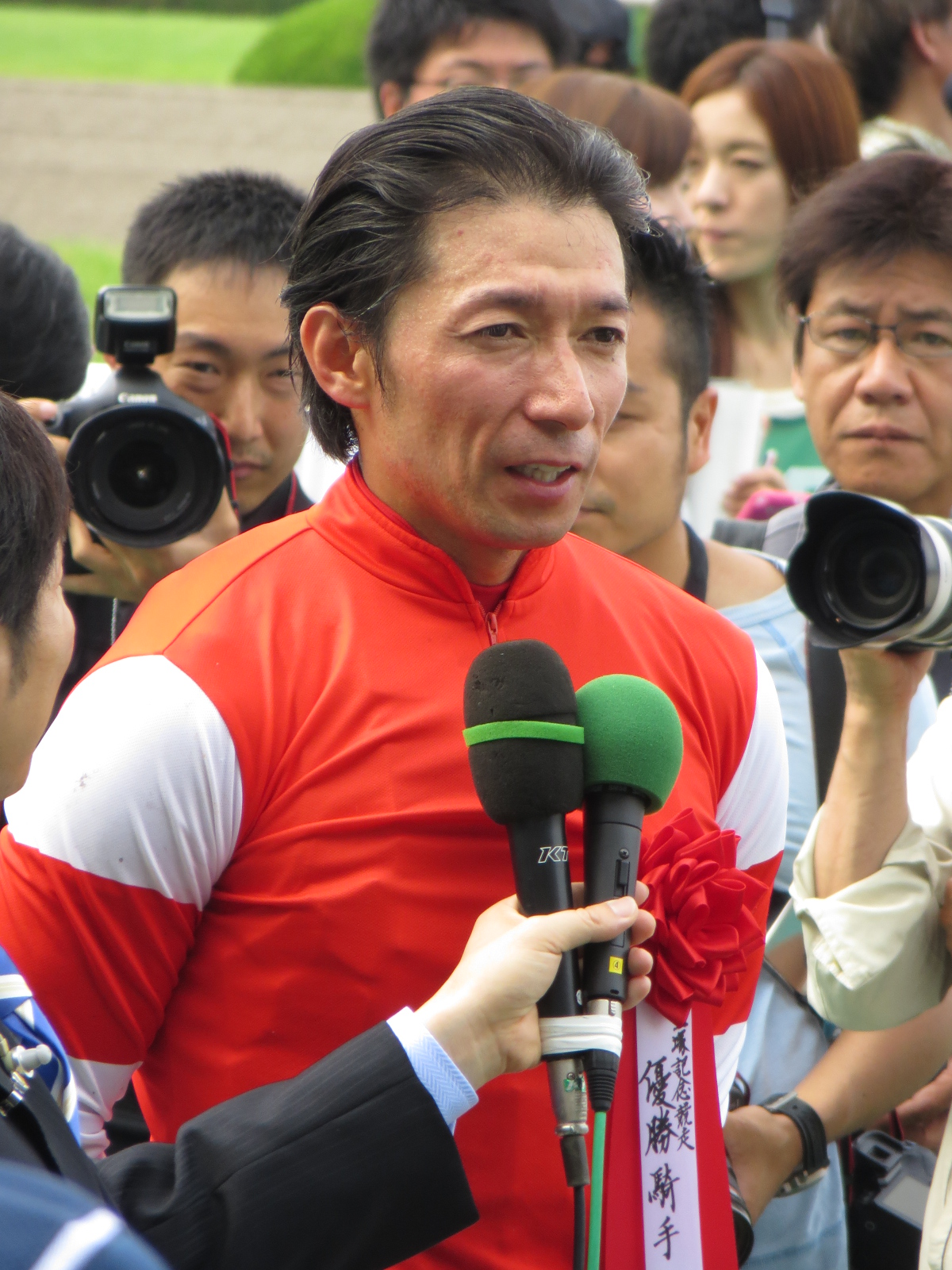
優勝騎手・内田博幸
2013年6月23日 阪神競馬場

### レース着順
| 着順 | 枠番 | 馬番 | 競走馬名           | タイム | 着差     | 上がりタイム（3ハロン） |
| ---- | ---- | ---- | ------------------ | ------ | -------- | ----------------------- |
| 1    | 1    | 1    | エイシンフラッシュ | 2:26.9 |          | 32.7                    |
| 2    | 4    | 8    | ローズキングダム   | 2:26.9 | クビ     | 32.9                    |
| 3    | 4    | 7    | ヴィクトワールピサ | 2:27.2 | 1馬身3/4 | 33.1                    |
| 4    | 7    | 13   | ゲシュタルト       | 2:27.2 | クビ     | 33.4                    |
| 5    | 2    | 3    | ルーラーシップ     | 2:27.2 | アタマ   | 33.3                    |
| 6    | 5    | 9    | ペルーサ           | 2:27.4 | 1馬身1/4 | 33.3                    |
| 7    | 8    | 17   | トゥザグローリー   | 2:27.4 | ハナ     | 33.7                    |
| 8    | 2    | 4    | サンディエゴシチー | 2:27.4 | ハナ     | 33.0                    |
| 9    | 6    | 12   | ヒルノダムール     | 2:27.5 | 3/4      | 33.3                    |
| 10   | 3    | 5    | コスモファントム   | 2:27.8 | 2馬身    | 34.0                    |
| 11   | 1    | 2    | レーヴドリアン     | 2:27.9 | 1/2馬身  | 33.6                    |
| 12   | 7    | 14   | リルダヴァル       | 2:27.9 | アタマ   | 33.5                    |
| 13   | 3    | 6    | アリゼオ           | 2:28.2 | 1馬身3/4 | 34.7                    |
| 14   | 7    | 15   | メイショウウズシオ | 2:28.4 | 1馬身1/4 | 34.4                    |
| 15   | 5    | 10   | トーセンアレス     | 2:28.8 | 2馬身1/2 | 34.2                    |
| 16   | 6    | 11   | ハンソデバンド     | 2:29.2 | 2馬身1/2 | 34.7                    |
| 17   | 8    | 16   | シャイン           | 2.29.5 | 1馬身3/4 | 36.0                    |
| 取消 | 8    | 18   | ダノンシャンティ   |        |          |                         |

#### データ
| ハロンタイム        | 12.6 - 11.3 - 12.2 - 12.7 - 12.8 - 13.5 - 13.1 - 12.9 - 12.4 - 11.3 - 10.8 - 11.3 |
| 1000m通過タイム     | 61.6秒（アリゼオ）                                                                |
| 上がり4ハロン       | 45.8秒                                                                            |
| 上がり3ハロン       | 33.4秒                                                                            |
| 優勝馬上がり3ハロン | 32.7秒                                                                            |

## 達成された記録
- 優勝したエイシンフラッシュの上がり3F32.7秒はダービー史上最速タイム。これまでの最速はウオッカの上がり33.0秒。なお2着ローズキングダムの上がり32.9秒もエイシンフラッシュに次ぐ史上2位の上がりタイム。
- 京成杯勝ち馬のダービー勝利は1976年のクライムカイザー以来2頭目で、グレード制施行後では初。
- 騎手の内田博幸・調教師の藤原英昭・馬主の平井豊光はいずれも東京優駿初勝利。内田は南関東公営競馬の東京ダービーおよび交流GIのジャパンダートダービーも制しており、中央・地方・交流のダービー全てを制覇した騎手は内田が初。また地方出身騎手のダービー制覇は2004年の安藤勝己以来2人目で、南関東競馬出身騎手としては史上初。
- 今回の東京優駿により、3年連続で1枠1番に入った馬が優勝。最内馬の3連覇は史上初。

## その他
- 持込馬の優勝は第71回優勝馬のキングカメハメハ以来、6年ぶり。
- 三大種牡馬（サンデーサイレンス・トニービン・ブライアンズタイム）[要出典]が直仔、孫ではない優勝馬は第73回優勝馬のメイショウサムソン以来4年ぶり。
- 内田の優勝により、第76回勝利騎手の横山典弘に続いて2年連続で美浦トレーニングセンター所属騎手から勝利騎手が誕生。
- 今回の東京優駿では小林幸子がプレゼンターおよび国歌斉唱を担当。昼休みのダービージョッキー紹介イベントでは杉本清・Bro.TOMが司会を担当した。